# Новая Орловка (Самарская область)
Новая Орловка — поселок в Сергиевском районе Самарской области. Входит в состав сельского поселения Черновка.

## История
В 1973 г. Указом Президиума ВС РСФСР поселок отделения № 5 совхоза «Серноводский» переименован в Новая Орловка.

## Население
| 2008 | 2010 |
| ---- | ---- |
| 101  | ↘97  |